# Тјоурсау
Тјоурсау (исл. Þjórsá) је најдужа исландска река дугачка 230 km, која се налази у јужном делу државе.
Тјоурсау је ледењачка река која извире на глечеру Хофсјекидл. Она тече кроз уске кањоне исландске висоравни. Низводно пре него што отече у равнице река Тјоурсау прима притоку Тунгнау. Река пролази долином Тјоурсардалир где се налази реконструисана фарма Стенг из викиншког доба.
Пут хрингвегир пресеца реку између Селфоса и Хеле. Неколико километара југозападно река се улива у Атлантски океан.